# Hein van der Gaag
Hein van der Gaag (* 30. Juni 1937 in Caracas, Venezuela; † 10. April 2022 in Loosdrecht) war ein niederländischer Boogie-Woogie- und Jazzmusiker (Piano, Komposition).

## Leben und Wirken
Van der Gaag, der in Venezuela als Diplomatensohn geboren wurde und dort und in Mexiko aufwuchs, studierte, zurück in den Niederlanden, am Konservatorium in Den Haag Schlagwerk.
1955 gründete van der Gaag sein Hein van der Gaag Sextet mit Rein Bos (Trompete), Bob Rigter (Tenorsaxophon), George Hanepen (Gitarre), Ben Tessensohn (Bass) und Bob Reichhart bzw. Louis de Lussanet (Schlagzeug). Als Pianist trat van der Gaag mit Jazzgrößen wie Art Blakey, Toots Thielemans und Chet Baker auf. 1970 gastierte er mit seinem Quartett beim Festival Internacional de Varadero in Kuba. In den 1970er Jahren bildete er ein Boogie-Woogie-Duo mit Rob Hoeke, um dann im eigenen Quintett bzw. Trio zu arbeiten. 2001 nahm er ein Album mit seinen Klavierkollegen Jaap Dekker und Martijn Schok auf. Trotz seiner weithin anerkannten künstlerischen Qualitäten war der exzentrische Pianist weniger bekannt als einige seiner Kollegen.

## Diskographische Hinweise
- 1971: Rob Hoeke & Hein van der Gaag – Four Hands Up (Philips)
- 1972: Boogie Woogie or Else! (Polydor)
- 1974: The Second Time Around (Polydor, mit Henk Haverhoek, Eric Ineke)
- 1975: Rob Hoeke & Hein van der Gaag – Fingerprints (Philips)
- 1979: Music on the Rocks (Philips; mit Dolf del Prado, Alvaro Gomora, Leo de Ruite, Jan Mol, sowie Nippy Noya, Ruud Bogaards)
- 1986: Trio Hein van der Gaag – To the Point (Limetree 0018/Timeless; mit Joep Lumey, Ben Schröder)
- 1994: Tortured Genius (Salad Dressing Records; mit Joep Lumey, Ben Schröder)
- 2001: The Grand Piano Boogie Train: The Boogie Never Stops (Romeo Records; mit Martijn Schok, Jaap Dekker, Toon Seegers, Inigo Grimbergen)